# Danville (hrabstwo Caledonia)
Barnet – jednostka osadnicza w Stanach Zjednoczonych, w stanie Vermont, w hrabstwie Caledonia.